# Sphaerodactylus schwartzi
Sphaerodactylus schwartzi är en ödleart som beskrevs av  Thomas HEDGES och GARRIDO 1992. Sphaerodactylus schwartzi ingår i släktet Sphaerodactylus och familjen geckoödlor. Inga underarter finns listade i Catalogue of Life.